# Escuela Básica de Peralillo
La Escuela Básica de Peralillo es un establecimiento educacional ubicado en la comuna de Peralillo, provincia de Colchagua, Chile. El edificio que la hospeda data de 1890 y, en 2005, fue  declarado Monumento Nacional de Chile, en la categoría de Monumento Histórico, mediante el Decreto N.º 877.

## Historia
La Escuela Básica de Peralillo, originalmente denominada Escuela Fiscal de Hombres Bernardo O'Higgins o Escuela de Hombres N.° 59, fue edificada en 1890 y se ubica en calle Caupolicán 501. Según el Consejo de Monumentos Nacionales, su ubicación "corresponde a una de las principales cuadrículas que conforman dicha ciudad [de Peralillo]. En su entorno se encuentran antiguas viviendas y casas patronales, en una de las cuales, actualmente, funciona la casona y parque municipal".
Tras un terremoto, la Escuela de Niñas de Peralillo abandonó el edificio que ocupaba y debió trasladarse a la de Hombres, funcionando en dos jornadas, una para cada género. En 1974 fueron fusionadas legalmente la Escuela N.° 59 de Hombres y la N.° 60 de Niñas, conformando la Escuela Mixta D-305.
En 2005, el edificio del establecimiento educacional fue nombrado Monumento Nacional, en la categoría de Monumento Histórico, porque "su excelente estado de conservación amerita su protección y constituye un testigo de lo que fue la educación del siglo antes pasado". El Consejo describe al inmueble como una "construcción [...] de tabiquería de adobe sobre un elevado sobrecimiento de piedra, su cubierta es de zinc, el revestimiento exterior es platachado a la cal y madera. La planta es rectangular y consta de un 1.° nivel de dos grandes salas y dos pequeñas, inicialmente destinadas a administración, y un 2.° nivel con un solo recinto".